# Chraniteli
Chraniteli (in russo Хранители?, letteralmente: Custodi) è una miniserie televisiva sovietica del 1991 di Natalja Serebrjakova, andata in onda sulla TV di Leningrado. Si tratta di un adattamento del romanzo di J. R. R. Tolkien La Compagnia dell'Anello, prima parte del Signore degli Anelli. Nel 2021 il film è stato ritrovato negli archivi dell'emittente televisiva ed è stato pubblicato su YouTube.

## Soggetto
La base letteraria per la sceneggiatura è il libro La Compagnia dell'Anello, prima parte dell'epopea del Signore degli Anelli di Tolkien, nella traduzione di Vladimir Murav'ëv e Andrej Kistjakovskij realizzata negli anni 1980. In questa versione del testo, Aragorn è chiamato Brodjazhnik, il cognome di Baggins è tradotto come Torbins, Rohan è chiamato Ristaniej e Rivendell è chiamato Razdolom. La sceneggiatura (a differenza della successiva trilogia cinematografica di Peter Jackson) mantiene tutte le principali scene della trama: in particolare, l'opera presenta Tom Bombadil.

## Produzione
Chraniteli fu girato nel 1991 nello studio televisivo di Leningrado, che già nel 1985 aveva realizzato un altro spettacolo televisivo basato su Tolkien, Skazočnoe putešestvie mistera Bil'bo Begginsa, Chobbita. Natalja Serebrjakova fu regista e sceneggiatrice, la musica fu scritta da Andrej "Djuša" Romanov, membro del gruppo rock Akvarium, che fungeva anche da narratore. Il cast era composto per lo più da artisti che partecipavano regolarmente al progetto "Fiaba dopo fiaba" (Сказка за сказкой, Skazka za skazkoj) con Legolas interpretato dalla figlia della regista, Olga Serebrjakova. Lo spettacolo non ebbe alcun finanziamento, quindi furono utilizzati solo costumi e scenografie trovati in magazzino. Viktor Kostetskij, che interpretò Gandalf, ricordò in seguito che le riprese si svolsero in condizioni di estrema mancanza di risorse: per esempio, c'erano solo quattro cavalli per i Nazgul e dovetteto apparire due volte nell'inquadratura in modo che ce ne fossero otto. I creatori dell'opera utilizzarono gli effetti speciali dell'epoca, in particolare per mostrare persone e hobbit nella stessa inquadratura.
L'opera è stata trasmessa dalla televisione sovietica solo una volta, il 13 e 14 aprile 1991. La registrazione fu considerata perduta e le ricerche furono infruttuose per molto tempo, con un'opinione diffusa che la storia dell'opera fosse un'invenzione dei tolkienisti. Tuttavia, nel marzo 2021 il nastro fu trovato negli archivi di 5TV e pubblicato su Internet. La commedia ha attirato reazioni contrastanti da parte degli spettatori a causa di effetti speciali obsoleti, set spartani e ingenuità generale. Molti dei personaggi apparivano molto diversi rispetto alle immagini delle illustrazioni del libro e dei film di Jackson: Gandalf non ha cappello e barba lunga, gli hobbit sono uomini di mezza età, Galadriel è una donna matura. Detto questo, i critici hanno notato però che la trama di Chraniteli è più fedele al libro originale, rispetto alla trilogia cinematografica di Jackson.
Natalja Serebrjakova, dopo aver appreso che il filmato di ''Chraniteli'' era stato trovato, ha espresso la volontà di girare un sequel.

## Critica
Gli stili di produzione del film sono stati descritti come di un'altra epoca, con scenografie di base ed effetti di schermo verde "ridicoli". I commentatori occidentali hanno accolto la sua riscoperta con commenti sulla sua produzione "gloriosamente rudimentale". NME ha citato un utente russo che ha scritto "È tanto assurdo e mostruoso, quanto divino e magnifico. La canzone di apertura è particolarmente bella. Grazie a chi ha trovato questa rarità". Newsweek ha citato un altro utente che ha scritto: "Mentre ascoltavo la canzone luttuosa di apertura, sono quasi morto dalle risate e dal piacere". The Metro ha commentato che i suoi semplici effetti speciali gli danno una sensazione più simile a "una produzione teatrale che a un film, il che aggiunge fascino". Il New York Post ha citato uno spettatore americano "malinconico" che desiderava un "eroe" russo per creare i sottotitoli in inglese. La TV russa REN ha notato che l'elfo Legolas era interpretato da una donna, Olga Serebrjakova, figlia della regista del film.
La BBC notò come, dopo pochi giorni dalla sua riapparizione, il primo episodio era stato visto più di mezzo milione di volte, descrivendo il film come una "reimmaginazione sovietica stranamente psichedelica", molto diversa dalla successiva epopea di Jackson. Ha commentato che i costumi sembravano essere stati presi in prestito da produzioni teatrali di Shakespeare o Lope de Vega, cosicche il mago Gandalf assomigliava a un cavaliere errante e il signore degli elfi Elrond era vestito come Otello.